# باراگهاریا
باراگهاریا (به لاتین: Baragharia) یک روستا در بنگلادش است که در استان باریسال و در ناحیه باریسال واقع شده است.